# Henry Warnots
Henry Warnots (Brussel·les, 1832 - 1893) fou un músic belga.
Feu els seus estudis al Conservatori reial de Brussel·les. Va dedicar-se, a partir de 1836, a la carrera del teatre, com a tenor lleuger. Actuà amb molt d'èxit en l'Òpera Còmica de París, i el 1867 ingressà el Conservatori de Brussel·les com a professor titular de cant.
El 1870 fundà i dirigí fins a la seva mort, una escola de música al municipi de Sint-Joost-ten-Node, que assolí merescuda reputació.